# Chaetodipus
Chaetodipus hay Chuột bìu má lông ráp là một chi động vật có vú trong họ Chuột kangaroo, bộ Gặm nhấm. Chi này được Merriam miêu tả năm 1889. Loài điển hình của chi này là Perognathus spinatus Merriam, 1889.

## Các loài
Chi này gồm các loài: